# جمجمه‌ها (فیلم)
جمجمه‌ها (انگلیسی: The Skulls) فیلمی به کارگردانی راب کوهن است که در سال ۲۰۰۰ منتشر شد.

## خلاصه داستان
«لوک مک نامارا» (جکسن) که در خانواده‌ای از طبقهٔ کارگر بزرگ شده، به «کالج آیوی لیگ» راه می‌یابد. پس از آن تلاش می‌کند در مدرسهٔ حقوق هاروارد به ادامهٔ تحصیل بپردازد، اما راه یافتن به هاروارد دشوار و مستلزم ابراز شایستگی‌هایی است. سازمان مخفی «جمجمه‌ها» که متشکل از نخبه‌هاست، از «لوک» دعوت می‌کند تا عضو آن شود، و «لوک» که فکر می‌کند عضویت در انجمن باعث سهولت راه‌یابی اش به هاروارد خواهد شد، مشتاقانه دعوت را می‌پذیرد…

## بازیگران
- جاشوا جکسون
- پل واکر
- هیل هارپر
- لسلی بیب
- کریگ تی. نلسن
- کریستوفر مک‌دونالد
- ویلیام پترسن
- استیو هریس
- نایجل بنت
- کوین آلن
- مالین اکرمان
- راب کوهن